# Джибешть
Джибешть, Джибешті (рум. Gibești) — село у повіті Вилча в Румунії. Входить до складу комуни Голешть.
Село розташоване на відстані 145 км на північний захід від Бухареста, 9 км на схід від Римніку-Вилчі, 100 км на північний схід від Крайови, 107 км на південний захід від Брашова.

## Населення
За даними перепису населення 2002 року у селі проживали 125 осіб, з них 124 особи (99,2%) румунів. Рідною мовою 124 особи (99,2%) назвали румунську.